# Kyūjutsu
Kyūjutsu (弓術) és el tradicional art marcial japonès del tir amb arc. Encara que els samurai de l'època feudal del Japó són més coneguts pel seu domini de la katana (kenjutsu), el kyūjutsu és actualment considerat una de les més importants habilitats en una significativa porció de la història del Japó. Durant la major part del període Kamakura i el període Muromachi (c.1185-c.1568), l'arc fou el símbol dels guerrers professionals, i l'estil de vida dels guerrers es descrivia com"el camí del cavall i l'arc" (弓馬の道, kyūba no michi).

## Desenvolupament i pràctica
Una de les més conegudes escoles de kyūjutsu, que ensenya una aproximació científica al tir amb arc, és la Ogasawara-ryū, fundada en el segle xiv. En particular, la pràctica del tir amb arc mentre es cavalca a tot galop (yabusame) fou desenvolupada i practicada extensivament.
L'arc (yumi) en si mateix és inusual per la seua forma asimètrica i longitud poc comuna. Pel seu intensiu ús els arcs estan construïts amb una combinació de fusta i bambú. Les fletxes tenen molt diferents formes, d'acord amb diverses aplicacions. L'entrenament involucra el llençar unes 1.000 fletxes per dia, i les tècniques desenvolupades per al seu ús s'han ritualitzat amb un enfocament sistemàtic en l'actitud mental.

## Declinació i pràctica moderna
Quan les armes de foc van ser introduïdes al Japó en la meitat del segle xvi l'interès pel tir amb arc gradualment va començar a declinar. El Kyūjutsu estandarditzat per la Dai Nihon Butokukai es convertí amb el temps en el modern "camí de l'arc" (弓道, kyūdō) que se seguix practicant actualment.